# Pete Rademacher
Thomas Peter "Pete" Rademacher (Tieton, Washington, 20 de noviembre de 1928-Sandusky, Ohio, 4 de junio de 2020) fue un boxeador estadounidense de peso pesado. 
Medallista de oro en los Juegos Olímpicos de 1956, se convirtió en la única persona que desafió por el campeonato mundial de peso pesado en su primer combate profesional cuando se enfrentó a Floyd Patterson el 22 de agosto de 1957. Rademacher tomó el boxeo como una forma de rehabilitación durante su recuperación de la fiebre reumática que contrajo en la escuela militar. Aparte del boxeo, también fue jugador profesional de fútbol americano.

## Inicios
En sus inicios ganó setenta y dos combates y perdió siete. Ganó los guantes de oro de Seattle de los años 1949, 1951 a 1953,  perdió en 1950 ante Zora Folley, quien fue su oponente durante toda su carrera en el boxeo; y ganó el US Amateur Championship como peso pesado en 1953, vengándose su derrota anterior ante Folley. Ganó además los guantes de oro de Chicago, el campeonato All-Army y el campeonato de las Fuerzas Armadas de los Estados Unidos en 1956, antes de calificar para el equipo olímpico. En los Juegos Olímpicos obtuvo una medalla de oro en la división de peso pesado y sirvió como el abanderado de los Estados Unidos en la ceremonia de clausura. 
En la universidad jugó de línea ofensiva en el equipo de fútbol del estado de Washington.

## Profesional

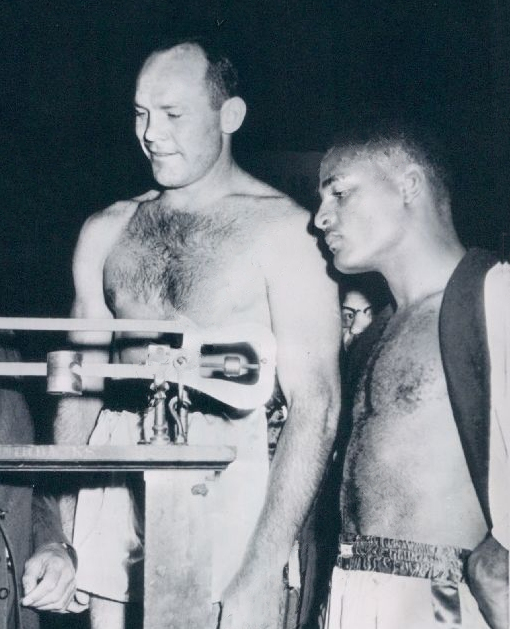
1958 Boxers Zora Folley & Pete Rademacher Weighted

Después de ganar la medalla de oro dirigió su trayectoria para ser campeón mundial de peso pesado a partir de su primera pelea profesional. Hizo público su reto y logró atraer al campeón mundial de peso pesado Floyd Patterson para que defendiera su corona contra él en su debut profesional. Ha sido el único luchador que hizo su debut profesional desafiando por el título mundial de peso pesado. La pelea fue arbitrada por el que fue campeón de peso ligero Tommy Loughran, quien ya había competido por la corona una vez enfrentándose a Primo Carnera, en 1934. Rademacher derribó a Patterson en la segunda ronda, pero Patterson se recuperó y derribó a Rademacher siete veces, derrotándolo por un nocaut en la sexta ronda. 
Luchó contra Zora Folley, Brian London, George Chuvalo, Buddy Turman y el que fuera campeón mundial de peso semipesado, Archie Moore. Perdió ante Moore, Folley y London, pero venció a Chuvalo, LaMar Clark y Turman, entre otros. Su último combate fue con el ex campeón mundial de peso mediano Carl Bobo Olson, a quien venció por decisión. 

## Vida personal
Tenía ascendencia finlandesa por parte de sus abuelos maternos que eran inmigrantes de Finlandia. Estuvo casado con Margaret y tenía una hija, Susan. Además del boxeo, fue vendedor e inventor. Presidió la empresa Kiefer-McNeil, fundada por su compañero olímpico, Adolph Kiefer. 

## Fallecimiento
Enfermo de demencia fue ingresado en una residencia para mayores de Sandusky (Ohio) donde falleció años después, el 4 de junio de 2020 a los 91 años de edad.

## Registro profesional
| 23 combates  | 15 victorias | 7 derrotas |
| ------------ | ------------ | ---------- |
| Por nocaut   | 8            | 6          |
| Por decisión | 7            | 1          |
| Sorteos      | 1            | 1          |

| No. | Resultado | Registro | Oponente          | Tipo | Asalto, tiempo | Fecha                    | Locallización                                                         | Notas                                                             |
| --- | --------- | -------- | ----------------- | ---- | -------------- | ------------------------ | --------------------------------------------------------------------- | ----------------------------------------------------------------- |
| 23  | V         | 15–7–1   | Bobo Olson        | UD   | 10             | 3 de abril de 1962       | Honolulu Stadium, Honolulu, Hawái, EE. UU.                            |                                                                   |
| 22  | D         | 14–7–1   | Karl Mildenberger | PTS  | 10             | 20 de enero de 1962      | Westfalenhallen, Dortmund, North Rhine-Westphalia, Alemania           |                                                                   |
| 21  | V         | 14–6–1   | Buddy Turman      | TKO  | 9 (10)         | 30 de noviembre de 1961  | Fair Park Coliseum, Dallas, Texas, EE. UU.                            |                                                                   |
| 20  | D         | 13–6–1   | Archie Moore      | TKO  | 6 (10), 2:10   | 23 de octubre de 1961    | Baltimore Coliseum, Baltimore, Maryland, EE. UU.                      |                                                                   |
| 19  | D         | 13–5–1   | George Logan      | KO   | 2 (10), 2:40   | 17 de agosto de 1961     | Boise, Idaho, EE. UU.                                                 |                                                                   |
| 18  | D         | 13–4–1   | Doug Jones        | KO   | 5 (10), 0:54   | 29 de abril de 1951      | St. Nicholas Arena, Nueva York, EE. UU.                               |                                                                   |
| 17  | V         | 13–3–1   | Dan Vanderford    | KO   | 1 (10), 2:17   | 14 de abril de 1951      | Armory, Gastonia, Carolina del Norte, EE. UU.                         |                                                                   |
| 16  | V         | 12–3–1   | Harvey Taylor     | KO   | 1 (10), 2:47   | 22 de abril de 1961      | Yakima, Washington, EE. UU.                                           |                                                                   |
| 15  | V         | 11–3–1   | Donnie Fleeman    | UD   | 10             | 23 de enero de 1961      | Seattle Civic Ice Arena, Seattle, Washington, EE. UU.                 |                                                                   |
| 14  | V         | 10–3–1   | Willi Besmanoff   | UD   | 10             | 13 de diciembre de 1960  | Cleveland Arena, Cleveland, Ohio, EE. UU.                             |                                                                   |
| 13  | V         | 9–3–1    | Kirk Barrow       | SD   | 10             | 8 de diciembre de 1960   | Spokane Coliseum, Spokane, Washington, EE. UU.                        |                                                                   |
| 12  | V         | 8–3–1    | George Chuvalo    | UD   | 10             | 19 de julio de 1960      | Maple Leaf Stadium, Toronto, Canadá                                   |                                                                   |
| 11  | V         | 7–3–1    | LaMar Clark       | TKO  | 10 (10), 2:27  | 29 de junio de 1960      | Derks Field, Salt Lake City, Utah, EE. UU.                            |                                                                   |
| 10  | D         | 6–3–1    | Brian London      | KO   | 7 (10), 0:15   | 26 de abril de 1960      | Empire Pool, Londres, Reino Unido                                     |                                                                   |
| 9   | E         | 6–2–1    | Ulli Ritter       | PTS  | 10             | 8 de abril de 1960       | Sportpalast, Schoeneberg, Berlín, Alemania                            |                                                                   |
| 8   | V         | 6–2      | Ulli Nitzschke    | KO   | 7 (10)         | 6 de febrero de 1960     | Festhalle Frankfurt, Fráncfort del Meno, Hesse, Alemania              |                                                                   |
| 7   | V         | 5–2      | Johnny York       | PTS  | 8              | 9 de diciembre de 1959   | Cleveland Arena, Cleveland, Ohio, EE. UU.                             |                                                                   |
| 6   | V         | 4–2      | Buddy Keener      | KO   | 1 (10), 2:52   | 12 de noviembre de 1959  | City Auditorium, Columbus, Georgia, EE. UU.                           |                                                                   |
| 5   | V         | 3–2      | Calvin Butler     | UD   | 10             | 29 de septiembre de 1959 | Miami Beach Convention Center, Miami Beach, Florida, EE. UU.          |                                                                   |
| 4   | V         | 2–2      | Ralph Schneider   | TKO  | 3 (10)         | 17 de septiembre de 1959 | Greenville Memorial Auditorium, Greenville, Carolina del Sur, EE. UU. |                                                                   |
| 3   | V         | 1–2      | Tommy Thompson    | RTD  | 5 (10)         | 13 de agosto de 1959     | Municipal Auditorium, Columbus, Georgia, EE. UU.                      |                                                                   |
| 2   | D         | 0–2      | Zora Folley       | KO   | 4 (10), 1:15   | 25 de julio de 1958      | Olympic Auditorium, Los Ángeles, California, EE. UU.                  |                                                                   |
| 1   | D         | 0–1      | Floyd Patterson   | KO   | 6 (15), 2:57   | 22 de agosto de 1957     | Sick's Stadium, Seattle, Washington, EE. UU.                          | Para títulos vacantes de la NBA, The Ring y de peso pesado lineal |